# Eupithecia tricrossa
Eupithecia tricrossa är en fjärilsart som beskrevs av Louis Beethoven Prout 1926. Eupithecia tricrossa ingår i släktet Eupithecia och familjen mätare. Inga underarter finns listade i Catalogue of Life.